# Ballantiophora gibbiferata
Ballantiophora gibbiferata är en fjärilsart som beskrevs av Achille Guenée 1857. Ballantiophora gibbiferata ingår i släktet Ballantiophora och familjen mätare. Inga underarter finns listade i Catalogue of Life.